# Awake (album de Skillet)
Pour les articles homonymes, voir Awake.
Albums de Skillet
Comatose
(2006) Rise
(2013)
Awake est le septième album studio du groupe de hard rock américain Skillet sorti le 25 août 2009. La version originale contient 12 pistes. Trois ont été ajoutées lors de la sortie de l'édition deluxe.

## Titres des pistes
1. Hero - 3:08
2. Monster - 2:59
3. Don't Wake Me - 3:55
4. Awake and Alive - 3:31
5. One Day Too Late - 3:40
6. It's Not Me It's You - 3:24
7. Should've When You Could've - 3:31
8. Believe - 3:50
9. Forgiven - 3:39
10. Sometimes - 3:29
11. Never Surrender - 3:31
12. Lucy - 3:38
13. Dead Inside* - 2:56
14. Would It Matter* - 4:12
15. Monster (Radio Edit)* - 2:59

*Pistes bonus